# Conophorus asiaticus
Conophorus asiaticus är en tvåvingeart som beskrevs av Paramonov 1929. Conophorus asiaticus ingår i släktet Conophorus och familjen svävflugor. Inga underarter finns listade i Catalogue of Life.